# Pi cembra
El pi cembra (Pinus cembra) és una espècie de conífera de la família Pinaceae pròpia dels Alps i els Carpats d'Europa Central, a Polònia (Tatra), Alps suïssos, França, Itàlia, Àustria, Alemanya, Eslovènia, Eslovàquia, Ucraïna i Romania. Típicament creix a altituds de (1.200-) 1.500-2.200 (-2.300) metres. Sovint arriba al límit arbori en la seva zona. Arriben a fer de 25–35 m d'alt i 1,5 m de diàmetre del tronc.

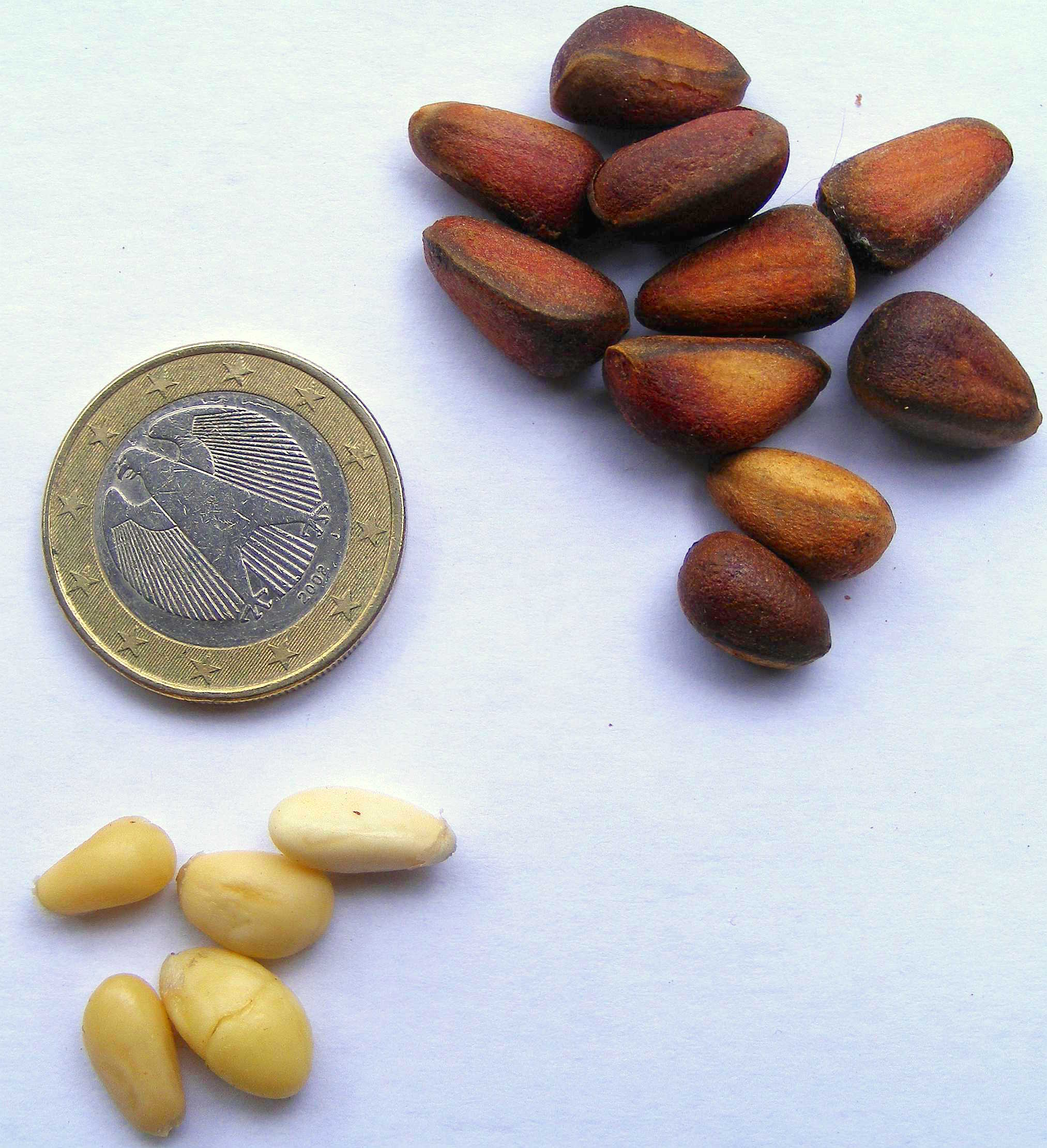
Pinyons de pi suís

Com tots els membres del subgènere Strobus, les seves fulles estan en fascicles de 5, fan de 5 a 9 cm de llargada i les pinyes de 4 a 8 cm.
És molt similar al pi de Sibèria (Pinus sibirica) el qual és tractat com a varietat o subespècie del Pinus cembra per alguns botànics. Difereixen pel fet que el pi de Sibèria de tenir les pinyes lleugerament més grosses i tenir les fulles amb dos canals resinosos en lloc dels dos del pi suís.

## Usos
Com a planta ornamental en parcs i grans jardins, és molt tolerant al fred de l'hivern (fins com a mínim -50 °C) i a l'exposició al vent. Els pinyons són comestibles. També es fa servir la fusta.